# محمدامین آرام‌طبع
محمدامین آرام‌طبع (زاده ۱۸ بهمن ۱۳۶۳ - بهبهان) بازیکن سابق فوتبال اهل ایران است.